# Hommage à Confucius
Donut et Saucisse
Hommage à Confucius, communément voire péjorativement « Donut et Saucisse », est une sculpture monumentale réalisée en 1999 par Alain Jacquet, située à Montpellier, en France. Il est souvent mis en évidence pour son aspect jugé laid.

## Situation et accès
L’œuvre est située sur le carrefour giratoire entre la place Eugène-Bataillon (au nord), l’avenue Augustin-Fliche (au sud) et la rue de Truel (à l’ouest), dans le quartier Hôpitaux-Facultés, au nord-est de Montpellier. Plus largement, il se trouve dans le département de l’Hérault, en région Occitanie.

## Histoire
À la fin du XXe siècle, Montpellier connaît le développement urbain le plus important parmi les villes de France. Avec la mise en service de la première ligne du tramway de Montpellier en 2000, on décide de manière concomittante, avec le soutien de la Délégation aux arts plastiques (DAP) et la Direction régionale des Affaires culturelles (DRAC), la réalisation de cinq œuvres d’art contemporain le long de son tracé. Ainsi, l’Hommage à Confucius, création de l’artiste français Alain Jacquet en 1999, est placé non loin de l’arrêt Universités des Sciences et Lettres et à proximité immédiate des locaux de l’université Montpellier-II,. Selon la communication des services du District de Montpellier, ces nouvelles installations montreraient que le tramway est aussi un moyen « de redessiner la ville, de la penser autrement ». Avec le temps, le carrefour giratoire devient une destination insolite pour les locaux. Toutefois, la peinture rouge se dégrade progressivement.

## Structure et signification
La sculpture s’élève à 6 mètres de hauteur pour 8 mètres de longueur et est faite de béton projeté sur une armature métallique. Elle est entièrement en rouge vermillon, un choix de l’artiste afin de « jouer avec les couleurs du quartiers pour souligner son dynamisme » d’après 20 Minutes,. Sa forme rappelle facilement un donut coiffé d’une saucisse, ce qui renvoie en réalité au concept du tout ou rien avec un 0 et un 1 — un système binaire que l’on attribue de fait au penseur chinois Confucius. La saucisse, seule au départ puis adjointe au donut, est un thème récurrent chez l’artiste et cette sculpture en particulier se veut être une « synthèse humoristique de la culture populaire et de la culture savante »,,. La rédaction de Métropolitain avance qu’il s’agit d’un « symbole de la recherche et la prépondérance de l’intelligence et du savoir, en écho à la tradition multicentenaire de recherche et d’excellence à Montpellier ».

Comparaison de la taille avec plusieurs autres œuvres contemporaines présentes sur des ronds-points en France. De gauche à droite : La Main jaune, Deux Arcs de 201,55°, Hommage à Confucius et Autour d'un abri jaune.

## Critiques
Au-delà d’un répère évident, le carrefour est souvent mis en avant pour son aspect supposément « laid » voire « affreux »,. Ainsi, en mars 2016, dans un sondage auprès des auditeurs de RMC pour classer les « ronds-points les plus moches de France », finit-il même en 2e place avec 29,6 % des votes,. Les détracteurs n’hésitent d’ailleurs pas à se référer à l’œuvre par son surnom « Donut et Saucisse »,ou tout simplement « Rond point saucisse ».